# 당진종합병원
당진종합병원(唐津綜合病院, Dangjin General Hospital)은 충청남도 당진시 반촌로 5-15 에 위치한 종합병원이다.

## 연혁
- 1987년 : 홍성신경외과 의원 개원
- 1990년 7월 : 홍성고려병원 개원
- 2001년 : 서울바른허리 신경외과 개원(서울 서초동)
- 2006년 2월 : 당진군청과 MOU체결
- 2006년 12월 : 당진종합병원 기공식
- 2006년 12월 : 당진종합병원 확장이전을 위한 준비
- 2009년 12월 : 홍성고려요양병원 개원
- 2011년 2월 : 당진종합병원 준공
- 2011년 7월 : 당진종합병원 개원 (9개 진료과 / 100병상)
- 2011년 9월 : 지역응급의료기관 지정133병상 증설 및 중환자실 운영강북삼성병원 진료협약 체결
- 2011년 11월 : MRI 1.5T / CT 16ch 도입210병상 증설세종병원 진료협약 체결
- 2011년 12월 : 인공신장실 개설 가천의대길병원 진료협약 체결 순천향대학교 천안병원 진료협약 체결
- 2012년 2월 : 당진보건소외 4개 유관기관 진료협약 체결
- 2012년 4월 : 신경과/직업환경의학과 개설(11개 진료과)
- 2012년 9월 : 단국대학교병원 진료협약 체결
- 2012년 10월 : 비뇨의학과 개설(12개 진료과)
- 2012년 11월 : 인하대병원 진료협약 체결285병상 증설
- 2014년 3월 : 외국인 환자 유치의료기관 지정
- 2014년 4월 : 한림대학교 동탄성심병원 진료협약 체결
- 2014년 11월 : 288병상 증설
- 2015년 4월 : 한림대학교 한강성심병원 진료협약 체결
- 2015년 12월 : 충청남도/단국대학교병원 중증응급환자를 위한 진료협약 체결
- 2016년 3월 : 재활의학과 개설 (13개 진료과)한림대학교 성심병원 진료협약 체결
- 2016년 5월 : 지역응급의료센터 지정
- 2016년 8월 : MRI 3.0T / 128ch CT 도입 (총 : MRI 2대/CT 2대 가동)
- 2016년 11월 : 고려대학교 안산병원 진료협약 체결
- 2017년 3월 : 한림대학교 강남성심병원 진료협약 체결
- 2018년 3월 : 고려대학교 안암병원 진료협약 체결
- 2018년 10월 : 충청남도 북한이탈주민 의료지원 협약 체결
- 2019년 1월 : 충청남도 당진소방서 다수사상자 대응시스템 협약체결
- 2019년 5월 : 남북하나개발원 업무 협약 체결
- 2019년 12월 : 한국동서발전 당진화력본부 업무 협약 체결
- 2020년 2월 : 코로나19대응 선별진료소 및 국민안심지정병원 운영
- 2020년 5월 : 대한적십자사 바른병원 173호 지정
- 2020년 9월 : 재활치료센터 확장 리모델링
- 2021년 8월 : 음압격리실 신설(총 291병상/3병상 증설)
- 2021년 12월 : 심,뇌혈관센터 신설
- 2022년 1월 : 국가지정 코로나19 중등증환자 전담병상 운영
- 2022년 5월 : 성형외과 개설(14개 진료과)
- 2024년 2월 : 간호·간병통합서비스 8병동 운영
- 2024년 3월 : 가정의학과, 감염내과 개설
- 2024년 7월 : 인공신장센터 확장 리모델링
- 2025년 4월 : 진료협력센터 개설

## 진료과목
- 소화기내과, 신장내과, , 호흡기내과, 비뇨의학과, 일반외과, 가정의학과, 구강외과, 소아청소년과, 산부인과, 성형외과,  정신건강의학과, 재활의학과, 신경과, 심장내과, 신경외과, 진단검사의학과

## 같이 보기
- 대한민국의 병원 목록
- 대한민국의 의료